# Barlowlens

Principe van de Barlowlens.
L_{1} = oorspronkelijke lens (resp. objectief), L_{2} = Barlowlens.
Verder zijn H = beeldzijdig hoofdvlak, F = brandpunt en f brandpuntsafstand van de combinatie.

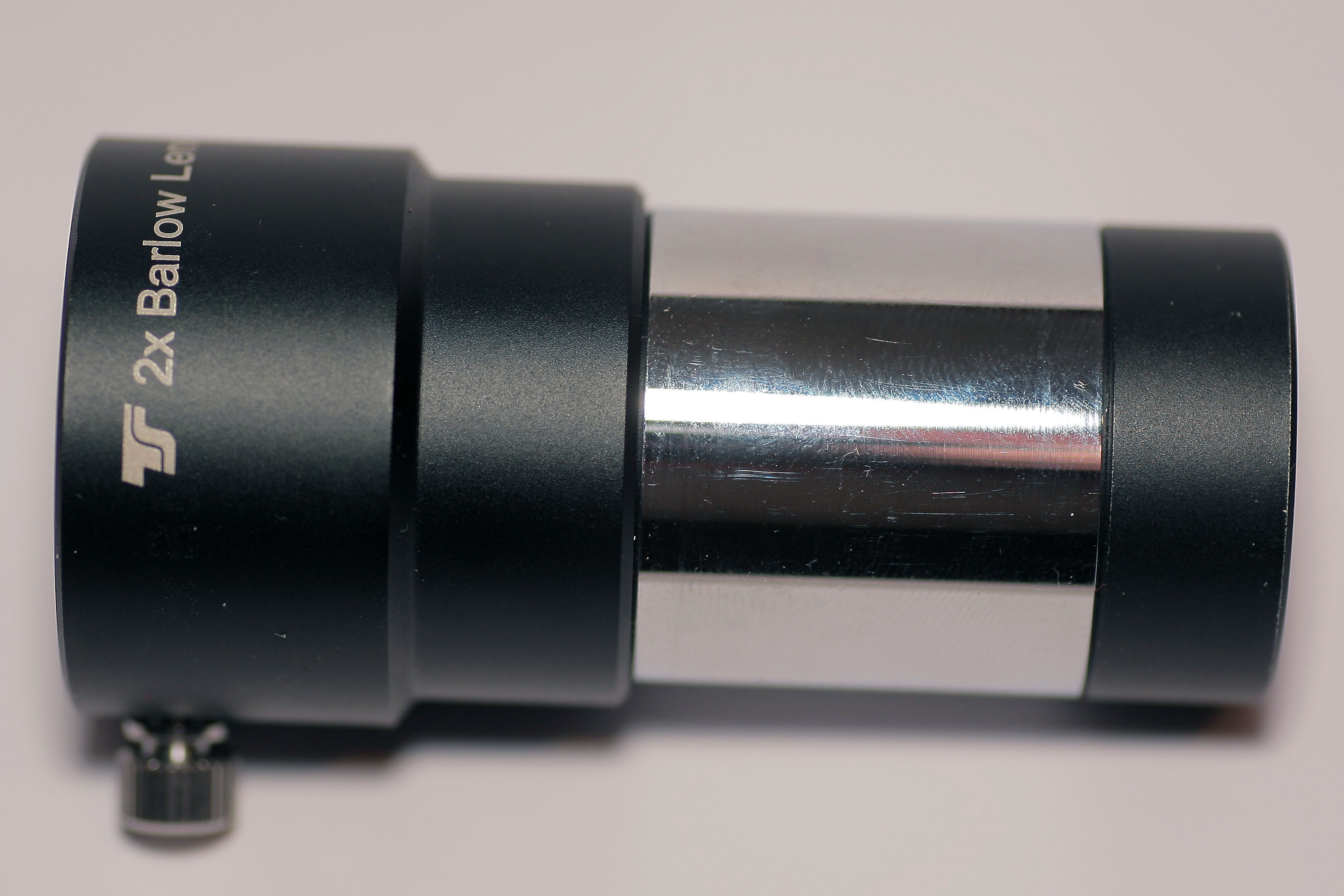
Een Barlowlens

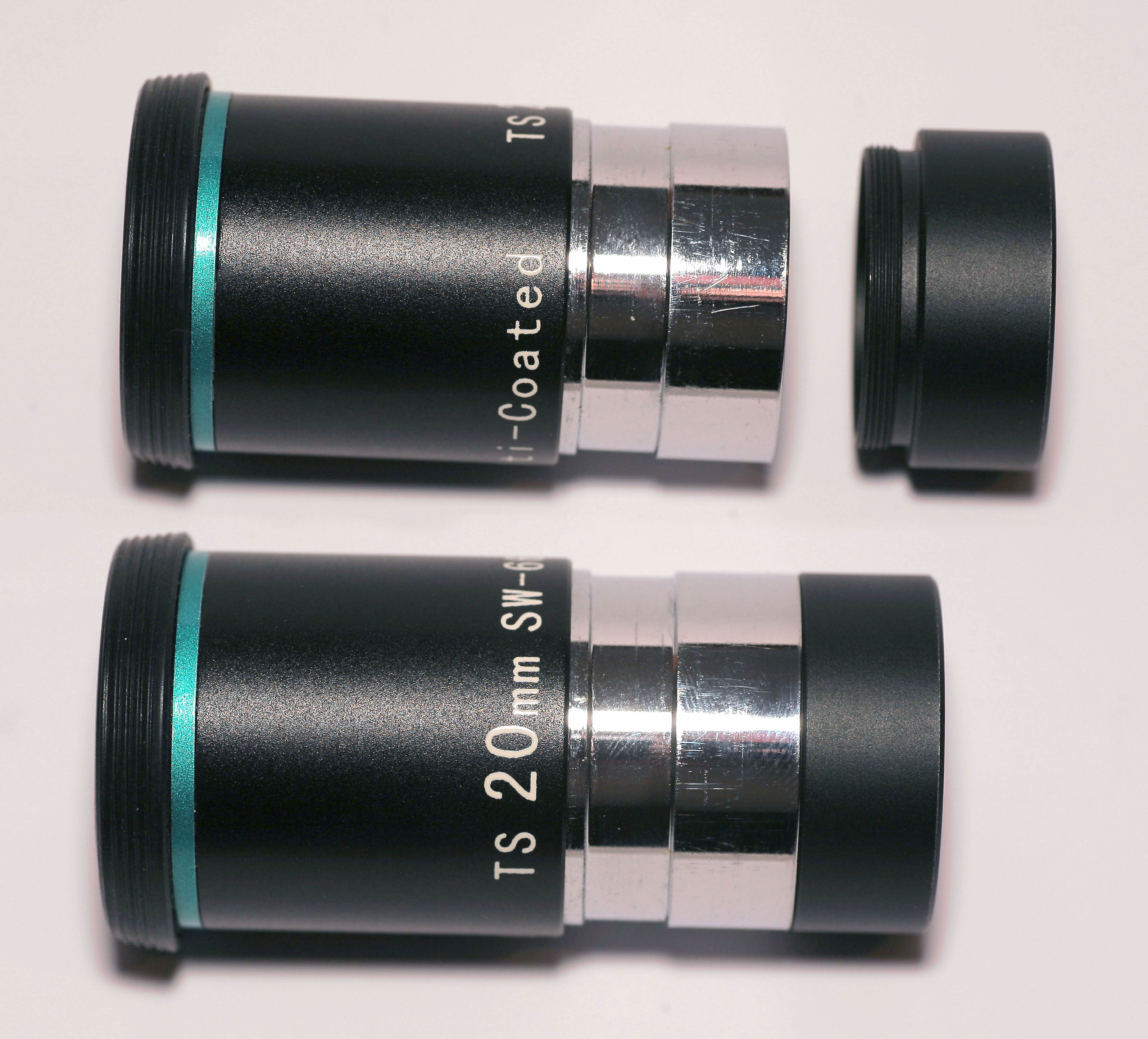
Een Barlowlens, los naast (boven) en bevestigd aan een oculair

De Barlowlens, genoemd naar zijn uitvinder, de Engelse wis- en natuurkundige Peter Barlow, is een divergerende (negatieve) lens, die „in serie” met een ander optisch systeem wordt gebruikt om de effectieve brandpuntsafstand daarvan te verlengen. Dit resulteert in een sterkere vergroting van het geheel in vergelijking met de oorspronkelijke optiek zonder Barlowlens.

## Toepassingen

### Telescopen
Een Barlowlens kan direct tussen het oculair en de rest van het systeem worden geplaatst. Daardoor wordt de totale brandpuntsafstand van de telescoop inclusief de Barlowlens groter. Doordat de vergroting van een telescoop gelijk is aan de verhouding tussen de brandpuntsafstand van het objectief en die van het oculair, wordt de vergroting van het geheel ook groter.
Astronomische Barlowlenzen worden geclassificeerd naar de mate van vergroting die zij leveren. Gebruikelijke Barlowlenzen vergroten 2× à 3×, maar er zijn ook instelbare Barlowlenzen verkrijgbaar. De sterkte van een instelbare Barlowlens wordt veranderd door een verlengingsbuis tussen de Barlowlens en het oculair te plaatsen.
De extra vergroting door de Barlowlens bedraagt
{\displaystyle 1+{\frac {S}{f_{\mathrm {B} }}}}
waarin
- S = afstand tussen Barlowlens en oculair
- fB  = brandpuntsafstand van de Barlowlens

Een standaard-Barlowlens zit in een behuizing waarvan de lengte gelijk is aan het verschil tussen de resulterende brandpuntsafstand van het objectief inclusief de Barlowlens, en de brandpuntsafstand van het objectief zonder de Barlowlens, zodat de scherpte-instelling niet aangepast hoeft te worden.
Een veelgehoorde misvatting is dat een sterkere vergroting neerkomt op een beter beeld. In de praktijk wordt de beeldkwaliteit echter bepaald door de kwaliteit van de optiek en het zicht (waaronder de seeing) en niet door de vergroting.
Opgemerkt kan worden dat de negatieve (divergerende) secundaire spiegel in een Cassegraintelescoop in feite hetzelfde effect heeft als een Barlowlens: de brandpuntsafstand wordt vergroot, terwijl de tubuslengte kleiner wordt. Hetzelfde geldt voor de negatieve lens in de Hollandse kijker.

### Microscopen
In microscopen wordt een Barlowlens wel gebruikt om de werkafstand (de afstand tussen objectief en object) te vergroten en de vergrotingsverhouding te verkleinen. Standaard-Barlowlenzen verkleinen de vergrotingsfactor van het geheel met bijvoorbeeld een factor 2 en vergroten de werkafstand met eenzelfde factor 2. Een Barlowlens van 0,5× verdubbelt de werkafstand en halveert de vergroting.

### Fotografie
Een teleconverter, waarmee een gewoon objectief als teleobjectief kan worden gebruikt, is in wezen een Barlowlens.
In veel teleobjectieven wordt een Barlowlens vast ingebouwd om een gewenste brandpuntsafstand te realiseren bij een kortere tubuslengte. Dit wordt wel de teleconstructie (Engels: telephoto design) genoemd.

## Shapleylens
Wordt in plaats van een negatieve (divergerende) lens een positieve (convergerende) lens gebruikt, dan spreekt men wel van een Shapleylens. Deze heeft het tegengestelde effect van een Barlowlens: de effectieve brandpuntsafstand wordt verkleind.
In de fotografie – vooral in spiegelreflexcamera’s – wordt dit veel gebruikt in groothoekobjectieven, om de brandpuntsafstand te verkleinen (en dus de beeldhoek te vergroten) terwijl het objectief voldoende ver van het film- of sensorvlak blijft staan om ruimte te bieden aan de opklappende spiegel. Dit wordt wel de retrofocusconstructie genoemd.